# Daniel Mattis
Daniel Charles Mattis (* 8. September 1932 in Brüssel) ist ein US-amerikanischer Physiker, der sich mit theoretischer Festkörperphysik und Vielteilchentheorie befasst.

## Leben
Mattis studierte Physik am Massachusetts Institute of Technology mit dem Bachelor-Abschluss 1953 und an der University of Illinois at Urbana-Champaign mit dem Master-Abschluss 1954 und der Promotion 1957. Als Post-Doktorand war er in Frankreich und danach 1958 bis 1965 bei IBM. 1965 wurde er Associate Professor und später Professor an der Belfer Graduate School der Yeshiva University und 1978 bis 1981 war er Professor am Polytechnic Institute of New York und gleichzeitig Adjunct Professor an der State University of New York in Buffalo und an der University of Utah. Seit 1981 ist er Professor an der University of Utah. 1971 wurde er Fellow der American Physical Society.
Er befasst sich mit elektronischer Leitung in Metallen und Halbleitern, Vielteilchentheorie von Legierungen und Magnetismus. Mit Elliott Lieb und T. Schultz behandelte er 1964 das zweidimensionale Isingmodell (mit neuer Ableitung der exakten Lösung von Lars Onsager über eine Jordan-Wigner-Transformation der Transfermatrizen) und löste 1961 das XY-Modell, ein exakt lösbares eindimensionales Spin-1/2-Modell.
Er ist am Nano Institute der University of Utah und befasst sich in jüngster Zeit vor allem mit Nano-Supraleitern und Nano-Ferromagneten. Er schrieb Lehrbücher über die Theorie des Magnetismus.
1997 war er Wei-Lun Professor an der Chinesischen Universität Hongkong. 1966 hielt er die Sterling Lectures in Yale.

## Schriften
- The theory of magnetism; an introduction to the study of cooperative phenomena, Harper and Row 1965
- Theory of Magnetism, Springer Verlag 1981, 1988
- Theory of Magnetism made simple:  an introduction to physical concepts and to some useful mathematical methods, World Scientific 2006
- mit Robert Swendsen: Statistical mechanics made simple, World Scientific 2008
- Magnetic Semiconductors, in Siegfried Flügge: Handbuch der Physik, Band 18-1, 1968
- Herausgeber mit Elliott Lieb: Mathematical physics in one dimension; exactly soluble models of interacting particles, Academic Press 1966 (Reprint Band mit Kommentaren)
- Herausgeber mit Vieri Mastropietro: Luttinger model: the first 50 years and some new directions, World Scientific 2014